# Angelika Bier
Angelika Bier (* 9. Dezember 1952 in Gießen), auch Angelika Langford-Bier, zuvor Langford Kuntz und geborene Kuntz, ist eine deutsche Medizinerin.

## Leben und Wirken

### Ausbildung und Beruf
Angelika Kuntz, Tochter des Internisten Erwin Kuntz, legte 1981 am Fachbereich Humanmedizin der Universität Gießen ihre Promotionsschrift über Immunologische und biochemische Untersuchungen beim Down-Syndrom vor. 1984 übersiedelte sie nach Berlin und begann als Ärztin am Rudolf-Virchow-Krankenhaus zu arbeiten. Bis etwa 2010 war sie unter dem Titel Universitätsprofessorin an der Charité als Oberärztin an der Klinik für Mund-, Kiefer- und Gesichtschirurgie tätig.

### Soziales Engagement
Am Virchow-Krankenhaus lernte sie ihren späteren Ehemann, den Mund-, Kiefer- und Gesichtschirurgen Jürgen Bier kennen. Die Eheleute gründeten im Dezember 2005 die Stiftung Jona, die sich der Betreuung von sozial benachteiligten Kindern und Jugendlichen auf der Grundlage christlichen Glaubens und praktizierter christlicher Nächstenliebe widmet. Im August 2006 stellte das Bezirksamt Spandau der Stiftung das Gebäude eines ehemaligen Jugendclubs in Staaken zur Verfügung. Das Ehepaar baute das Haus mit Eigenmitteln um und im September 2006 wurde die Betreuungsstätte Jona’s Haus eröffnet. In den folgenden Jahren wurde die Einrichtung eine zentrale Anlaufstelle für die im näheren Umkreis lebenden Kinder und Jugendlichen. Sie erhalten dort regelmäßiges Essen, Hilfe bei der Schularbeit sowie Beratungen. Seit dem Tod ihres Mannes im Dezember 2007 leitet sie die Stiftung allein.
Die Kinder- und Jugendhilfeeinrichtung Jona’s Haus der Stiftung wurde 2017 mit dem Hauptstadtpreis für Integration und Toleranz (Hauptpreis) ausgezeichnet.

## Ehrungen
- 1991: HIV/AIDS-Forschungspreis der Deutschen Gesellschaft für Infektiologie[8] (verliehen 1992[9])
- 2009: Spandauer Ehrennadel[10]
- 2010: Verdienstkreuz am Bande der Bundesrepublik Deutschland[11]

## Schriften (Auswahl)
- Angelika Kuntz: Immunologische und biochemische Untersuchungen beim Down-Syndrom (Mongolismus). 1981 (Dissertation, Universität Gießen, 1981).